# Tremblay-les-Villages

Tremblay-les-Villages este o comună în departamentul Eure-et-Loir, Franța. În 1 ianuarie 2022 avea o populație de 2.208 de locuitori.